# Banque nationale de Pologne
La Banque nationale de Pologne (en polonais : Narodowy Bank Polski) est la banque centrale de la république de Pologne. Elle fut créée en 1945 et fait partie du Système européen de banques centrales. Son bâtiment se situe sur la place des Insurgés-de-Varsovie à Varsovie.

## Histoire
Bien que la banque existe sous son nom actuel depuis 1945, elle revendique l'héritage de deux banques centrales précédentes, toutes deux nommées Banque de Pologne (en polonais: Bank Polski). La Première Banque de Pologne fut fondée à Varsovie en 1828 par le prince Franciszek Ksawery Drucki-Lubecki sous le gouvernement du Royaume de Pologne. La Deuxième Banque de Pologne, fondée en 1924, était la banque centrale de la Seconde République polonaise.
Pendant la Seconde Guerre mondiale, les réserves d'or de la Pologne furent transférées à la Roumanie, à la Grande-Bretagne et au Canada. En novembre 1946, à la suite de l'annulation de la dette de guerre de la Pologne, la majeure partie des réserves d'or d'avant-guerre fut restituée aux nouvelles autorités communistes. En 1947, l'or déposé en Roumanie en 1939 fut restitué, tandis que l'ancienne Banque de Pologne fut fermée et finalement absorbée en 1952 par la Narodowy Bank Polski, nouvellement créée.
Cette dernière était l'une des deux banques autorisées à opérer dans l'économie planifiée polonaise d'après-guerre. Elle détenait le monopole de la monnaie, du crédit et de l'épargne. L'autre banque, la PKO Bank Polski, était responsable des comptes privés. Après la chute du système communiste en 1989, l'économie de marché fut rétablie et la NBP limita ses fonctions au contrôle des changes et à la supervision des autres banques privées.

## Présidents
Le président de la Banque national de Pologne est nommé par le gouvernement pour un mandat de sept ans, renouvelable. Les présidents successifs sont :
| Rang | Nom                   | Mandat      |     | Rang                    | Nom            | Mandat      |
| ---- | --------------------- | ----------- | --- | ----------------------- | -------------- | ----------- |
| 1er  | Edward Drożniak       | (1945–1949) |     | 11e                     | Władysław Baka | (1989–1991) |
| 2e   | Witold Trąmpczyński   | (1950–1956) | 12e | Grzegorz Wójtowicz      | (1991)         |             |
| 3e   | Edward Drożniak       | (1956–1961) | 13e | Hanna Gronkiewicz-Waltz | (1992–2001)    |             |
| 4e   | Adam Żebrowski        | (1961–1965) | 14e | Leszek Balcerowicz      | (2001–2007)    |             |
| 5e   | Stanisław Majewski    | (1965–1968) | 15e | Sławomir Skrzypek       | (2007–2010)    |             |
| 6e   | Leonard Siemiątkowski | (1968–1972) | 16e | Marek Belka             | (2010–2016)    |             |
| 7e   | Witold Bień           | (1973–1980) | 17e | Adam Glapiński          | (Depuis 2016)  |             |
| 8e   | Stanisław Majewski    | (1981–1985) |     |                         |                |             |
| 9e   | Władysław Baka        | (1985–1988) |     |                         |                |             |
| 10e  | Zdzisław Pakuła       | (1988–1989) |     |                         |                |             |